# Fourneaux-le-Val
Fourneaux-le-Val est une commune française, située dans le département du Calvados en région Normandie, 

## Géographie

### Localisation
La ville la plus proche est Falaise.

### Communes limitrophes
Les communes limitrophes sont  Bazoches-au-Houlme, Les Loges-Saulces, Martigny-sur-l'Ante et Saint-Martin-de-Mieux.

### Hydrographie
La commune est située dans le bassin Seine-Normandie. Elle est drainée par la Baize, le ruisseau des Vaux Viets, le fossé 01 du Val Bênet, le ruisseau du Val Lienard et un autre petit cours d'eau,.
La Baize, d'une longueur de 26 km, constitue la limite sud du territoire communal. Elle prend sa source dans la commune de Habloville et se jette  dans l'Orne en rive droite en limite des Isles-Bardel et de Rapilly, après avoir traversé douze communes. 

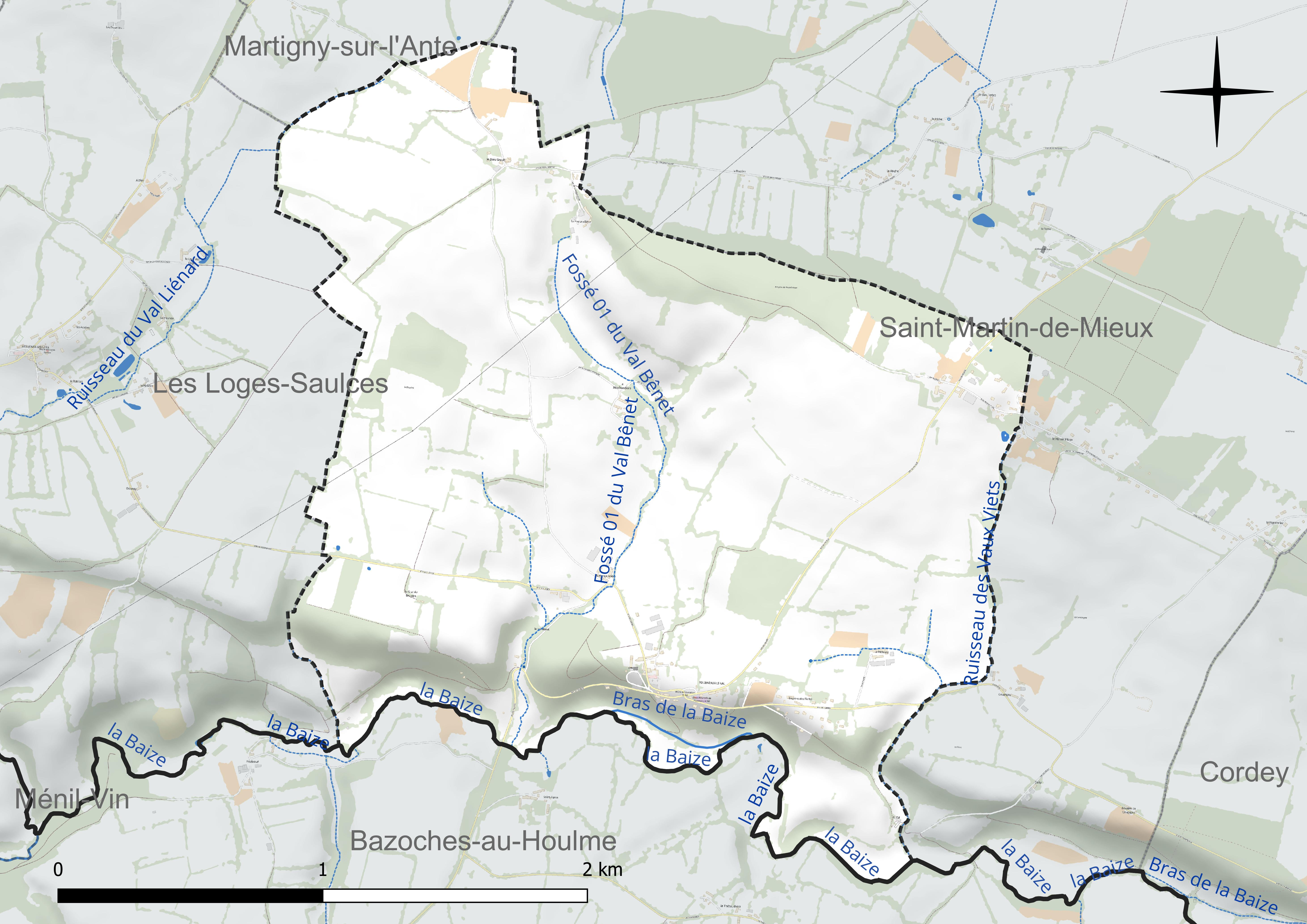
Réseau hydrographique de Fourneaux-le-Val.

### Climat
Pour des articles plus généraux, voir Climat de la Normandie et Climat du Calvados.
En 2010, le climat de la commune est de type climat océanique altéré, selon une étude du CNRS s'appuyant sur une série de données couvrant la période 1971-2000. En 2020, Météo-France publie une typologie des climats de la France métropolitaine dans laquelle la commune est exposée à un climat océanique et est dans la région climatique Normandie (Cotentin, Orne), caractérisée par une pluviométrie relativement élevée (850 mm/a) et un été frais (15,5 °C) et venté. Parallèlement le GIEC normand, un groupe régional d'experts sur le climat, différencie quant à lui, dans une étude de 2020, trois grands types de climats pour la région Normandie, nuancés à une échelle plus fine par les facteurs géographiques locaux. La commune est, selon ce zonage, exposée à un « climat contrasté des collines », correspondant au Bocage normand, bien arrosé, voire très arrosé sur les reliefs les plus exposés au flux d'ouest, et frais en raison de l'altitude.
Pour la période 1971-2000, la température annuelle moyenne est de 10,2 °C, avec  une amplitude thermique annuelle de 13 °C. Le cumul annuel moyen de précipitations est de 836 mm, avec 13 jours de précipitations en janvier et 8,1 jours en juillet. Pour la période 1991-2020, la température moyenne annuelle observée sur la station météorologique la plus proche, située sur la commune de Pierrefitte-en-Cinglais à 10 km à vol d'oiseau, est de 11,2 °C et le cumul annuel moyen de précipitations est de 806,5 mm,. Pour l'avenir, les paramètres climatiques de la commune estimés pour 2050 selon différents scénarios d'émission de gaz à effet de serre sont consultables sur un site dédié publié par Météo-France en novembre 2022.

### Paysages
La route de Falaise offre un  beau point de vue sur la vallée de la Baize.
Le paysage de la commune est fortement marqué par le bocage, avec d'étroits espaces boisés couvrants les crêtes et des couloirs d'herbages clos de haies dans les parties les plus basses.

## Urbanisme

### Typologie
Au 1er janvier 2024, Fourneaux-le-Val est catégorisée commune rurale à habitat dispersé, selon la nouvelle grille communale de densité à 7 niveaux définie par l'Insee en 2022.
Elle est située hors unité urbaine et hors attraction des villes,.

### Occupation des sols

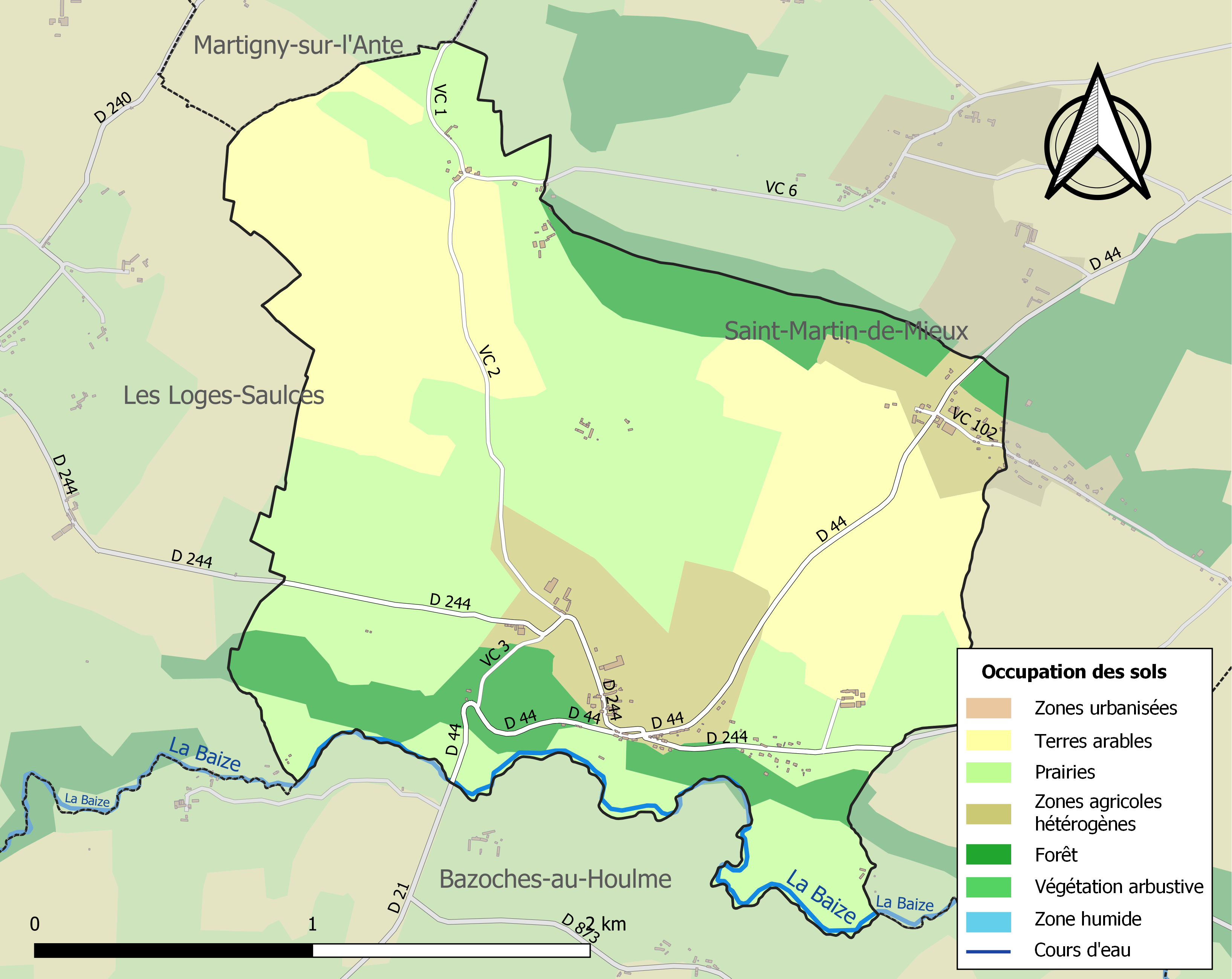
Carte des infrastructures et de l'occupation des sols de la commune en 2018 (CLC).

L'occupation des sols de la commune, telle qu'elle ressort de la base de données européenne d'occupation biophysique des sols Corine Land Cover (CLC), est marquée par l'importance des territoires agricoles (87,4 % en 2018), une proportion identique à celle de 1990 (87,4 %). La répartition détaillée en 2018 est la suivante : 
prairies (44,7 %), terres arables (30,6 %), forêts (12,6 %), zones agricoles hétérogènes (12,1 %). L'évolution de l'occupation des sols de la commune et de ses infrastructures peut être observée sur les différentes représentations cartographiques du territoire : la carte de Cassini (XVIIIe siècle), la carte d'état-major (1820-1866) et les cartes ou photos aériennes de l'IGN pour la période actuelle (1950 à aujourd'hui).

### Habitat et logement
En 2020, le nombre total de logements dans la commune était de 71, alors qu'il était de 75 en 2015 et de 74 en 2010.
Parmi ces logements, 83,2 % étaient des résidences principales, 6,3 % des résidences secondaires et 10,5 % des logements vacants. Ces logements étaient pour 100 % d'entre eux des maisons individuelles et pour 0 % des appartements.
Le tableau ci-dessous présente la typologie des logements à Fourneaux-le-Val en 2020 en comparaison avec celle du Calvados et de la France entière. Une caractéristique marquante du parc de logements est ainsi une proportion de résidences secondaires et logements occasionnels (6,3 %) inférieure à celle du département (17,9 %) et à celle de la France entière (9,7 %). Concernant le statut d'occupation de ces logements, 86,4 % des habitants de la commune sont propriétaires de leur logement (89,1 % en 2015), contre 57,2 % pour le Calvados et 57,5 pour la France entière.
| Typologie                                               | Fourneaux-le-Val | Calvados | France entière |
| ------------------------------------------------------- | ---------------- | -------- | -------------- |
| Résidences principales (en %)                           | 83,2             | 75,3     | 82,1           |
| Résidences secondaires et logements occasionnels (en %) | 6,3              | 17,9     | 9,7            |
| Logements vacants (en %)                                | 10,5             | 6,8      | 8,2            |

## Toponymie
Le nom de la localité est attesté sous les formes Furnelli en 1125 ; Fornelli en 1134 ; Forna ; Forneaux en 1277 ; Forneau en 1277 ; Les Forniaux en 1278 ; Fourlneaulx en 1484.
Toponyme médiéval, issu de l'ancien français fornel « four, fourneau », mais aussi « voûte, arcade », employé au pluriel. Il n'est pas possible de dire si ce nom fait référence à une activité artisanale particulière (fours à pain; fours à chaux ; fourneaux de verrier, etc.), ou s'il évoque une construction remarquable, caractérisée par des voûtes ou des arcades. Le plus souvent avec un rapport à la topographie comme val.

## Politique et administration

### Rattachements administratifs et électoraux

#### Rattachements administratifs
La commune se trouve depuis 1926 dans l'arrondissement de Caen du département de du Calvados.
Elle faisait partie depuis 1801 du canton de Falaise-Sud. Dans le cadre du redécoupage cantonal de 2014 en France, cette circonscription administrative territoriale a disparu, et le canton n'est plus qu'une circonscription électorale.

#### Rattachements électoraux
Pour les élections départementales, la commune fait partie depuis 2014 du canton de Falaise
Pour l'élection des députés, elle fait partie de la troisième circonscription du Calvados.

### Intercommunalité
Fourneaux-le-Val est membre de la communauté de communes du Pays de Falaise, un établissement public de coopération intercommunale (EPCI) à fiscalité propre créé fin 1993  et auquel la commune a transféré un certain nombre de ses compétences, dans les conditions déterminées par le code général des collectivités territoriales.

### Administration municipale
Compte tenu de la population de la commune, son conseil municipal est composé de onze membres dont le maire ses adjoints. Ceux-ci sont au nombre de trois pendant la mandature 2020-2026.

### Liste des maires
| Période                                  | Période                        | Identité                | Étiquette | Qualité                                                   |
| ---------------------------------------- | ------------------------------ | ----------------------- | --------- | --------------------------------------------------------- |
| Les données manquantes sont à compléter. |                                |                         |           |                                                           |
|                                          |                                |                         |           |                                                           |
|                                          | mars 2001                      | Monique Bazin de Jessey |           |                                                           |
| mars 2001                                | mai 2020                       | Jacques Guyet           |           | Salarié                                                   |
| mai 2020                                 | mai 2023                       | Denis Doutressoulles    |           | Ingénieur Mort en fonction                                |
| septembre 2023,                          | En cours (au 30 novembre 2023) | Sabrina Catherine       |           | Profession intermédiaire de la santé et du travail social |

## Démographie
L'évolution du nombre d'habitants est connue à travers les recensements de la population effectués dans la commune depuis 1793. Pour les communes de moins de 10 000 habitants, une enquête de recensement portant sur toute la population est réalisée tous les cinq ans, les populations de référence des années intermédiaires étant quant à elles estimées par interpolation ou extrapolation. Pour la commune, le premier recensement exhaustif entrant dans le cadre du nouveau dispositif a été réalisé en 2006.

En 2022, la commune comptait 154 habitants, en évolution de −3,75 % par rapport à 2016 (Calvados : +1,58 %, France hors Mayotte : +2,11 %).
| 1793 | 1800 | 1806 | 1821 | 1831 | 1836 | 1841 | 1846 | 1851 |
| ---- | ---- | ---- | ---- | ---- | ---- | ---- | ---- | ---- |
| 300  | 187  | 224  | 267  | 277  | 248  | 303  | 286  | 236  |

| 1856 | 1861 | 1866 | 1872 | 1876 | 1881 | 1886 | 1891 | 1896 |
| ---- | ---- | ---- | ---- | ---- | ---- | ---- | ---- | ---- |
| 247  | 235  | 245  | 233  | 205  | 206  | 198  | 183  | 186  |

| 1901 | 1906 | 1911 | 1921 | 1926 | 1931 | 1936 | 1946 | 1954 |
| ---- | ---- | ---- | ---- | ---- | ---- | ---- | ---- | ---- |
| 189  | 178  | 171  | 160  | 163  | 153  | 138  | 135  | 156  |

| 1962 | 1968 | 1975 | 1982 | 1990 | 1999 | 2006 | 2011 | 2016 |
| ---- | ---- | ---- | ---- | ---- | ---- | ---- | ---- | ---- |
| 154  | 149  | 138  | 157  | 183  | 175  | 181  | 173  | 160  |

| 2021 | 2022 | - | - | - | - | - | - | - |
| ---- | ---- | - | - | - | - | - | - | - |
| 155  | 154  | - | - | - | - | - | - | - |

## Culture locale et patrimoine

### Lieux et monuments
- Église Saint-Pierre, construite et agrandie au cours durant le XIXe siècle en conservant des vestiges romans, et dont la baie du chœur date de 1879. Le clocher carré est recouvert d'un toit pyramidal en ardoise.
L'église contient deux statues en calcaire : une « Vierge à l'Enfant » du XVe siècle et un Saint Pierre du XVIe siècle[13].
- Lavoir au lieu-dit le Val Besnet qui fait l'objet d'un recensement à l'Inventaire général du patrimoine culturel[33].

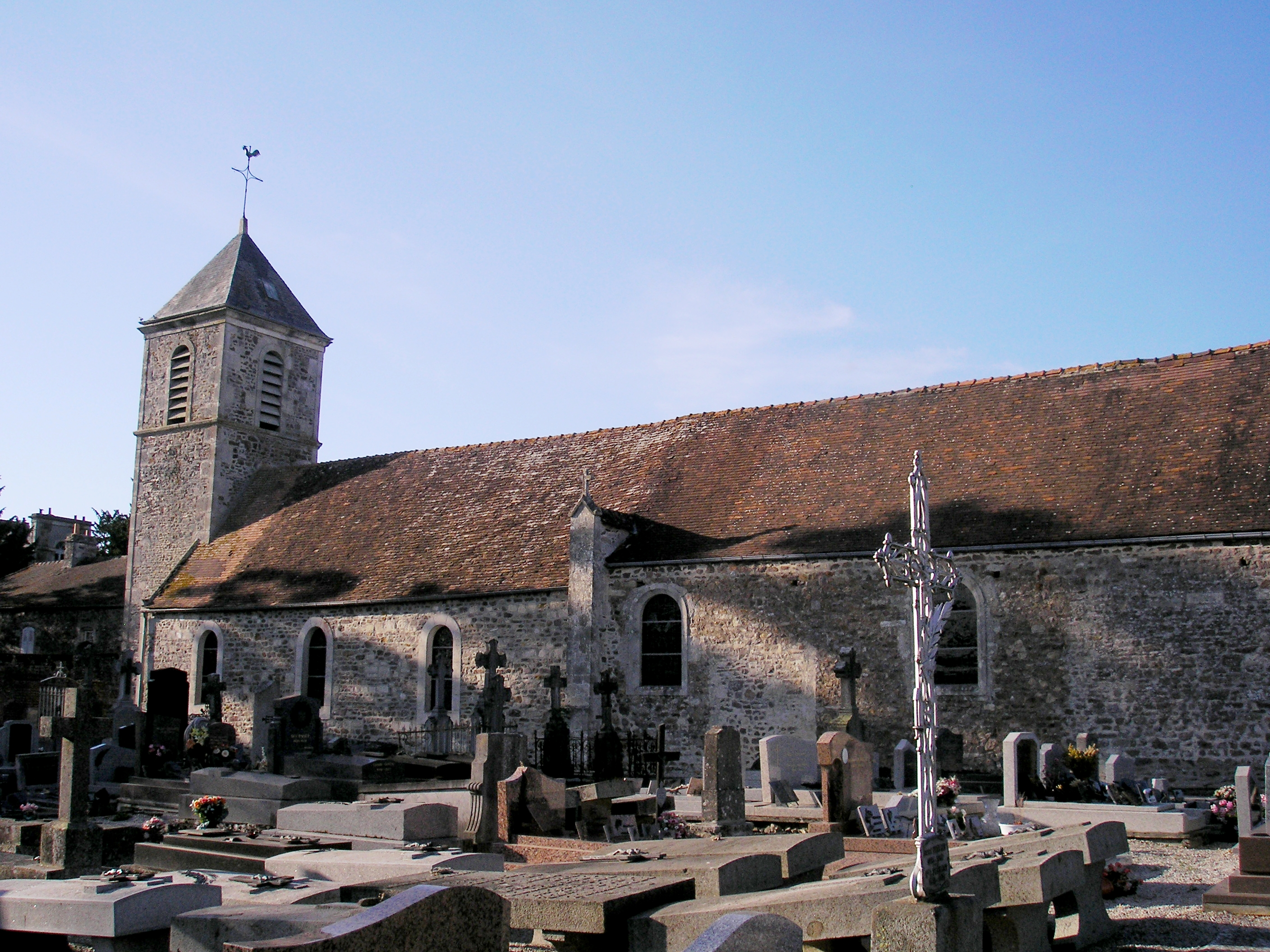
L'église Saint-Pierre.
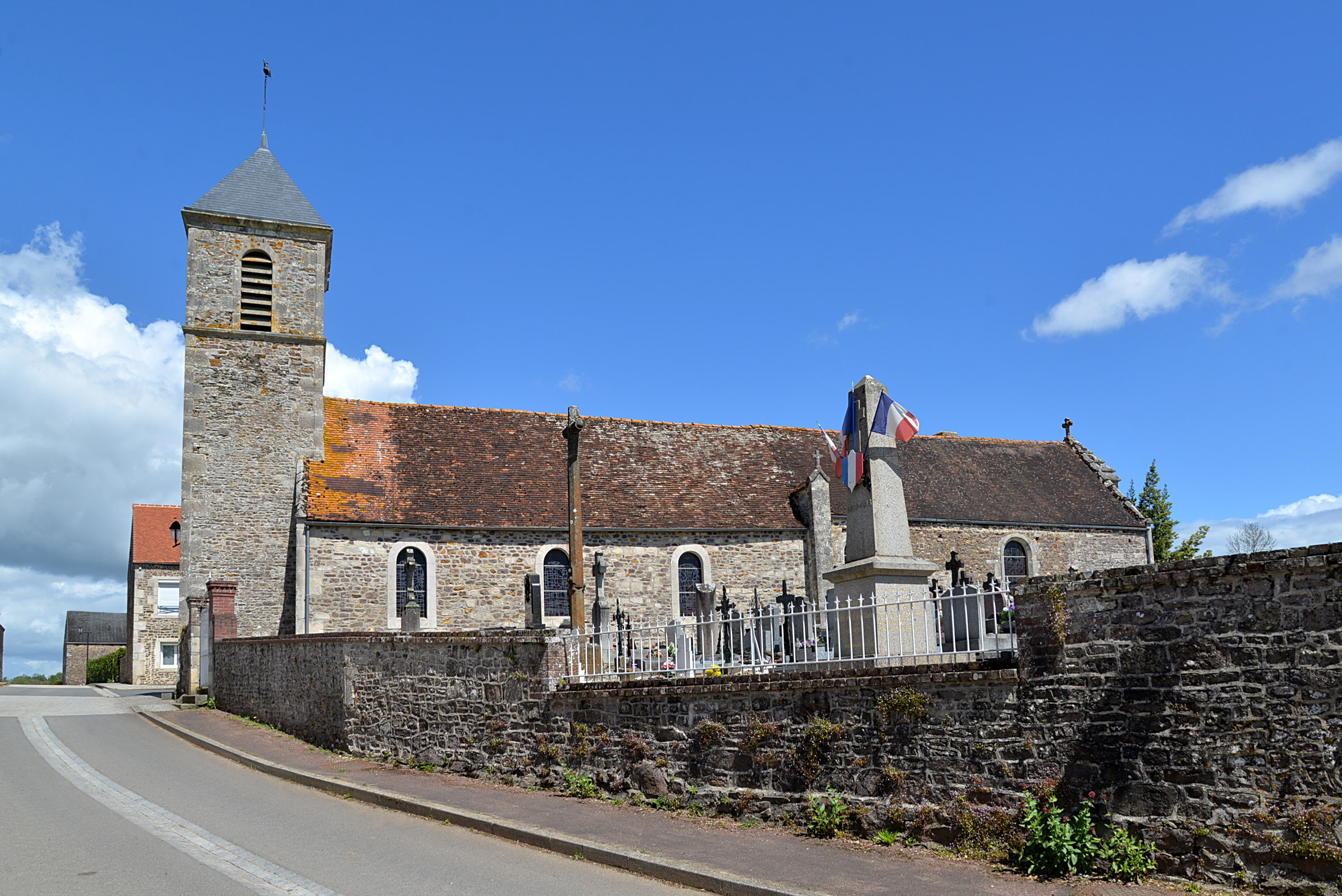
L'église Saint-Pierre.
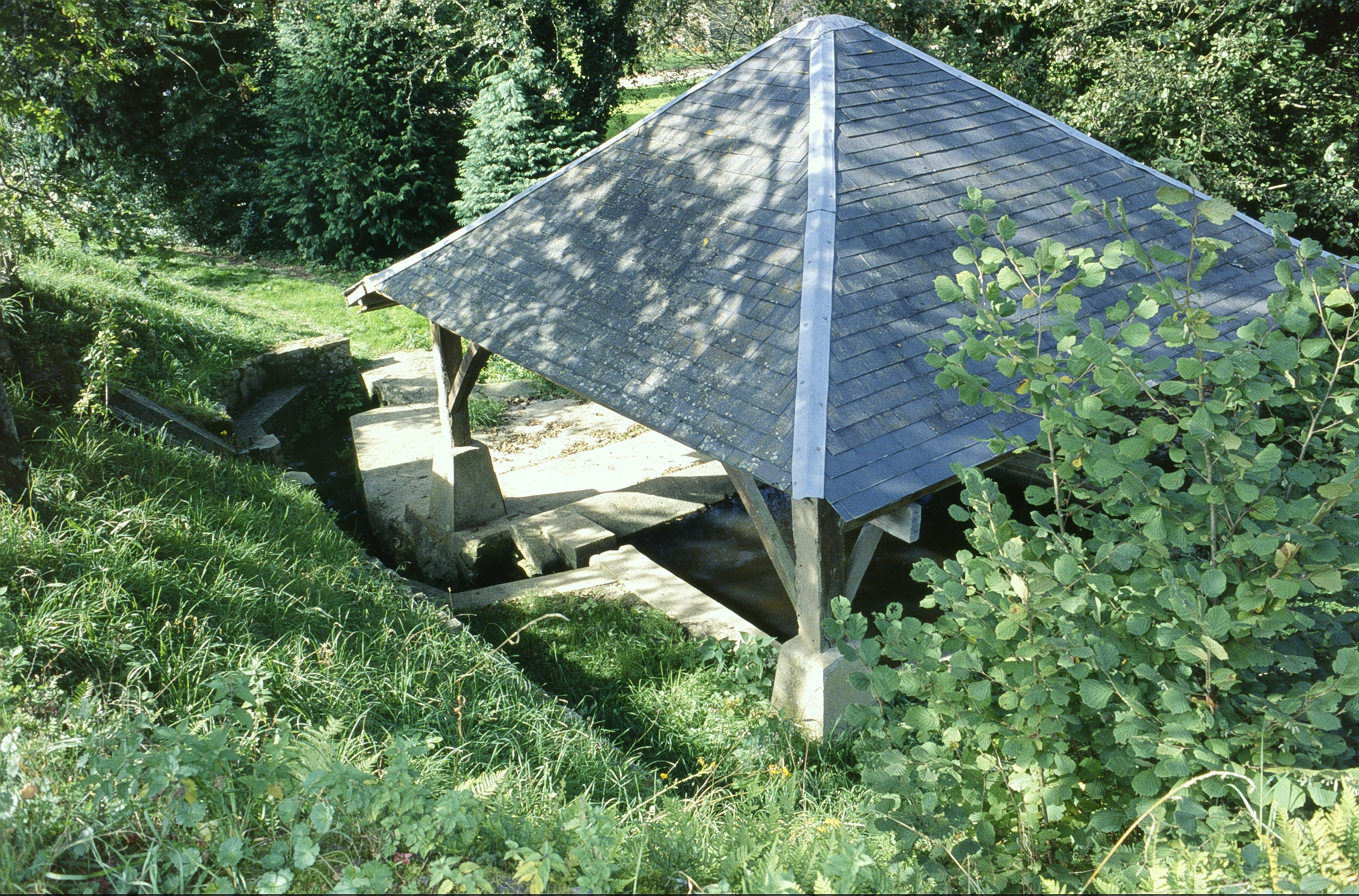
Le lavoir du Val Besnet.
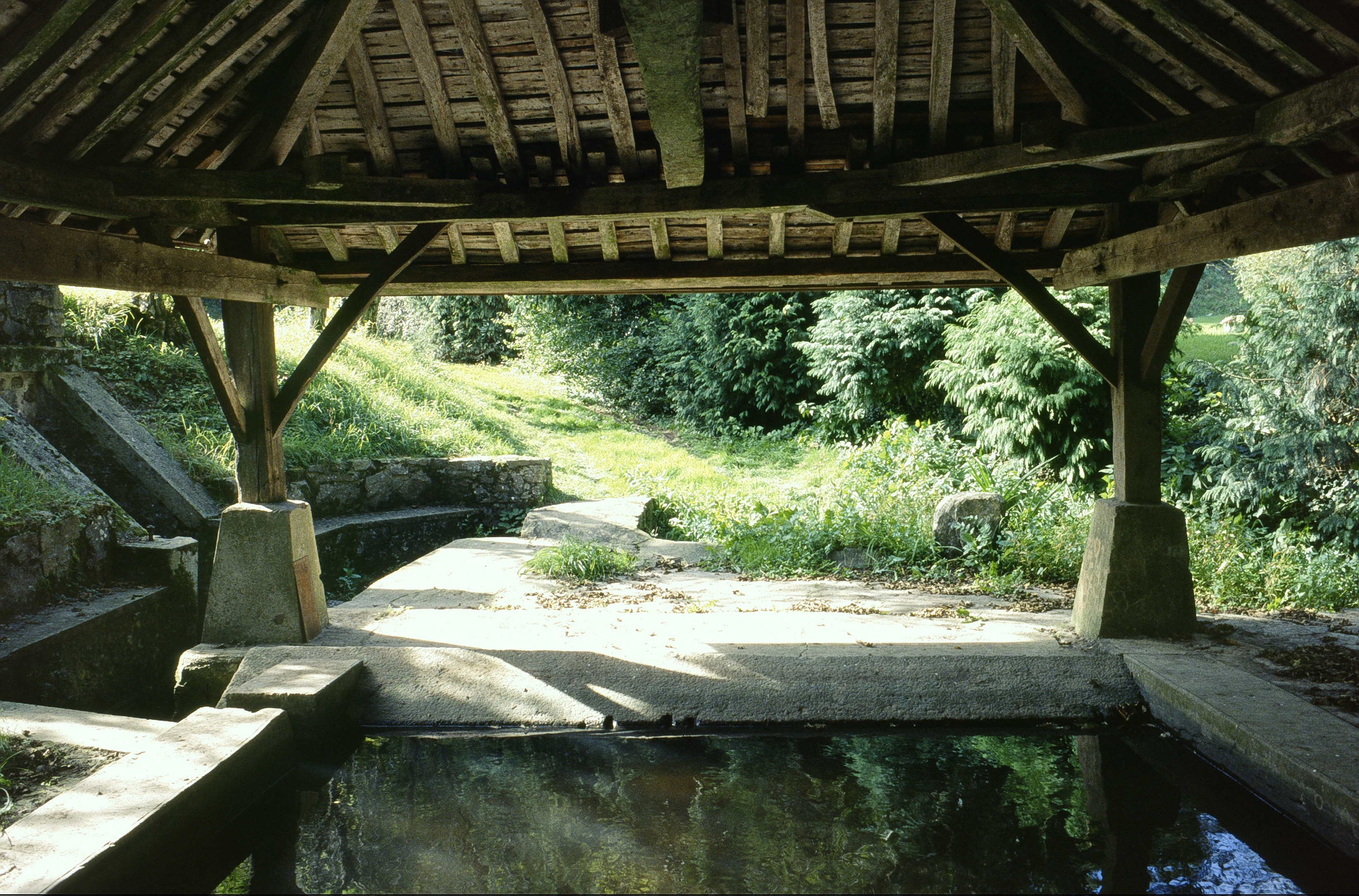
Le lavoir.
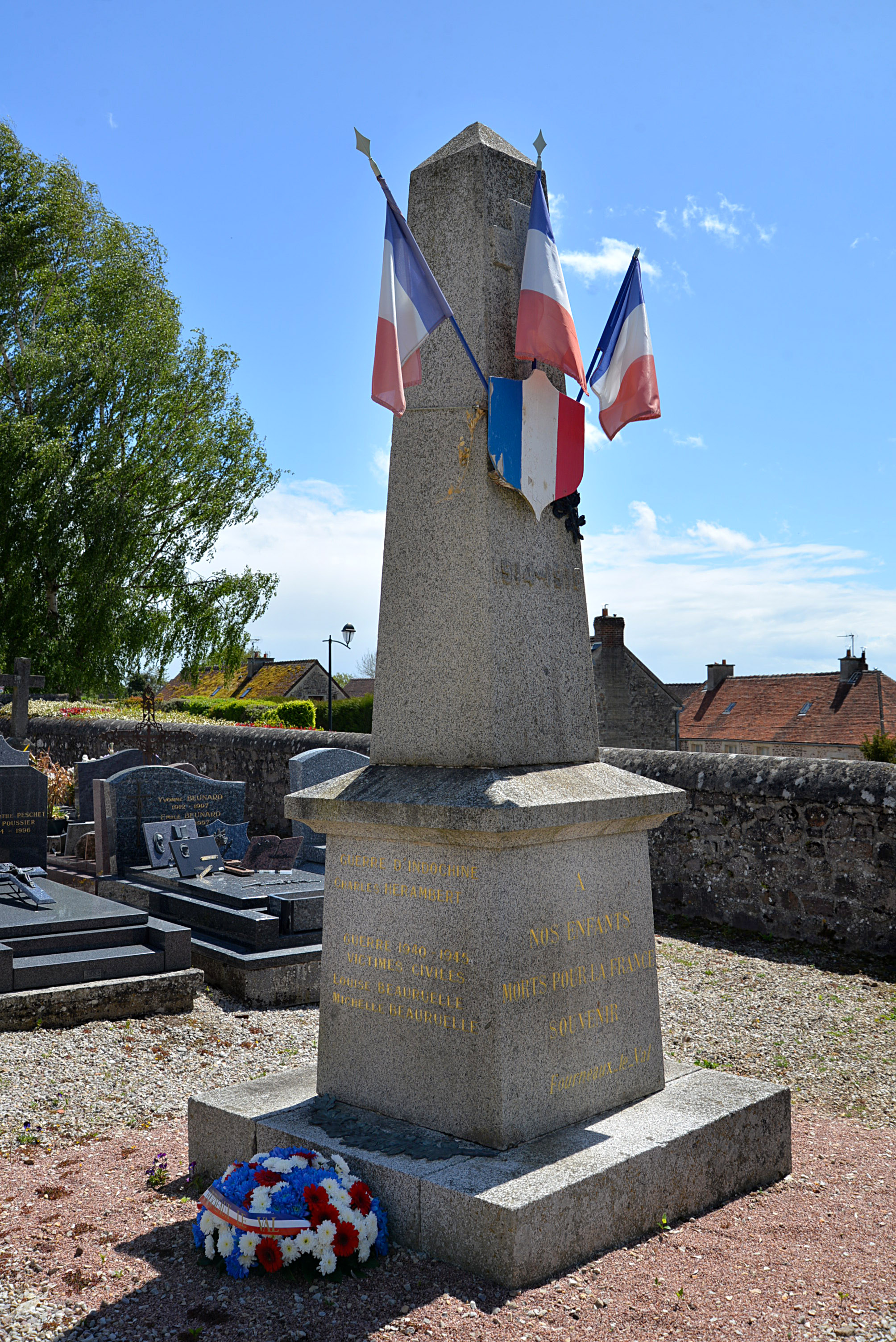
Le monument aux morts.

## Pour approfondir